# Campyloneurum poloense
Campyloneurum poloense là một loài thực vật có mạch trong họ Polypodiaceae. Loài này được (Rosenst.) B. León miêu tả khoa học đầu tiên.